# راؤول كالفو
راؤول كالفو (بالإسبانية: Raúl Calvo)‏ (8 مايو 1917 بسانتا في في الأرجنتين - ) هو لاعب كرة سلة أرجنتيني في مركز الوسط، شارك في الألعاب الأولمبية الصيفية 1948.

## وصلات خارجية
- راؤول كالفو على موقع الاتحاد الدولي لكرة السلة (الإنجليزية)
- راؤول كالفو على موقع سبورتس رفرنس (الإنجليزية)
- راؤول كالفو على موقع أوليمبيديا (الإنجليزية)